# Јозеф Кошталек
Јозеф Кошталек (Кладно, 31. август 1909. — 21. новембар 1971) био је чешки фудбалер.
Играо је за Спарту из Прага и фудбалску репрезентацију Чехословачке, за коју је одиграо 43 утакмице, постигао два гола, а наступио је на светским првенствима 1934. и 1938. године. Године 1938. постигао је гол у продужецима против Холандије и довео Чехословачку у четвртфинале.